# Felőr
Felőr (románul Uriu, németül Er) községközpont és falu Romániában Beszterce-Naszód megyében.

## Fekvése
Déstől 15 km-re északkeletre, az E-58-as út mellett, a Nagy-Szamos jobb partján fekszik, sík téren, közepén folyik keresztül a határán eredő kis, ma Styubej patak, az egykori Giczi gödrének két oldalán.

## Története
1332–1337-ben Eer vagy Eur néven említik először. 1405-ben-Felewr.1580-ban Fel-Őr. 1612-ben-Feleör, 1750-ben Fell-Őr, 1831-ben románul Uriu de Sus, 1910-ben 1217, többségben magyar lakosa volt, jelentős román kisebbséggel. Kezdettől fogva Csicsóvár tartozéka volt s azután is, hogy 1405-ben a losonczi Bánffyak kezére került.  A trianoni békeszerződésig Szolnok-Doboka vármegye Dési járásához tartozott. 1992-ben társközségeivel együtt 3540 lakosából 2527 román, 969 magyar, 42 cigány és 1 német volt.

## Látnivalók
- A falu keleti végén a Szamos partján korai magyar földvár sáncai látszanak.
- A falunak 15. századi gótikus református temploma van. Azóta több újításon ment keresztül, közelebbről 1896-ban, mely alkalommal a mészréteg alól több felirás került elő. Az északi oldalon a bejáróval szemben vakolatba vésve: „HOC TEMPLVM RENOVATUM EST PROPRIO AERE CIRCUMSPECTI VIRI JAKOBI ZEPHI AD MEMORIAM SUI NOMINIS SEMPITERNAM ANNO REPORATAE (?) SALVTIS. MDCXXII. JULI XIII.” A keleti oldalon az ivezet felett: „Anno MDCLXXVI.”  A szószék felett a koronán pelikán és e felirat: Anno 1684 die 21 Septembris Col. 3. V. 2. idézete után „Szabó Jánosné Erdős Kata és unokái.” Az északkeleti falban kivül egy gömb alakú kö van, a népbeszéd azt álitja, hogy egy ágyúgolyó.
- A csiktusnádi Betegh család kúriája, átépítve klasszicista stílusban az 1870-es évek táján. Jelenleg kábeltévé-társaság és kocsma működik benne, a hátsó részében családok is laknak.
- "Kendertó"- a tó több mint 90 éve létesült - régebb ott áztatták a kendert, most "Balta lui OTTO" néven ismert és kitűnő horgásztó.